# Любовная история (фильм, 1994)
«Любовная история» (англ. Love Affair) — американская романтическая драма 1994 года Гленна Гордона Кэрона. Продюсером картины выступил Уоррен Битти, который в компании Аннетт Бенинг также исполнил главную роль. Фильм является одноимённым ремейком картины 1939 года, где главные роли сыграли Шарль Буайе и Айрин Данн, а также фильма «Незабываемый роман» (1957) с Кэри Грантом и Деборой Керр в главных ролях.
Фильм является последней работой в кино голливудской звезды Кэтрин Хепбёрн, которой на момент съёмок было 87 лет, и советского актёра Савелия Крамарова.

## Сюжет
Майк и Терри решаются испытать свою внезапно вспыхнувшую любовь. Они не будут общаться друг с другом в течение трёх месяцев, после чего, если их любовь всё ещё сильна, встретятся на крыше небоскрёба «Эмпайр-стейт-билдинг». Но судьба подвергает их любовь более суровому испытанию, чем любое из тех, на которые решились бы Майк и Терри.

## В ролях
- Уоррен Битти — Майк Гамбрил
- Аннетт Бенинг — Терри МакКей
- Кэтрин Хепбёрн — Джинни
- Гарри Шендлинг — Кип ДеМей
- Хлоя Уэбб — Тина Уилсон
- Пирс Броснан — Кен Аллен
- Бренда Ваккаро — Нора Стиллман
- Кейт Кэпшоу — Линн Уивер
- Гарольд Рамис — Шелдон Блюментал
- Рэй Чарльз — камео
- Илья Баскин — капитан русского судна "Белоруссия"
- Борис Крутоног — второй офицер
- Савелий Крамаров — русский матрос-телефонист
- Олег Видов — русский бизнесмен
- Стефан Лысенко — русский матрос
- Сергей Брусиловский — русский официант

## Реакция
Фильм был отрицательно принят критикой и публикой, собрав в прокате всего 18 000 000 долларов, при бюджете в 60 000 000 долларов. Он также был номинирован на премию «Золотая малина» как худший ремейк или сиквел.